# Апокапы
Апокапы или Апухапы — армянский знатный род в Византии, давший ряд известных деятелей и полководцев

## История
Род Апокапов происходил из области Тайк. Этот регион, в котором жило много армян, являлся пограничным с Грузией. Апокапы, как и многие другие армяне, исповедали, характерное для этой области, халкидонитство. Род в своих верованиях был умеренным и терпимо относился к национальному армянскому вероисповеданию. После аннексии армянских земель и переселении армян Византией, род поступает на службу империи. В семье Апокапов отпрыски часто назывались именами Василий и Фаресман, ввиду того что эти имена являлись родовыми именами Апокапов.

## Известные уроженцы
- Апухап или Апокап — основатель рода, был ведущим полководцем Романа III. Между 1032 и 1034 годами занял пост дуки Эдессы[2]
- Васил Апокап[англ.] — оборонял в 1054 году Манцикерт от турок. Позднее он действовал на северо-западе пойдя в поход против узов.
- Фаресман Апокап — вест, полководец Романа IV-го
- Фаресман Апокап — дука Иерополя
- Василий Апокап — наместник Эдессы
- Фаресман Апокап — вестарх, упомянутый в завещании Евстахия Воилы.